# 大叶藤黄
大叶藤黄（学名：Garcinia xanthochymus），又名蛋樹，为金丝桃科藤黄属的热带常綠喬木植物。

## 形態
其花生於五月，花為青白色，夏末成果。它的果實有一顆黃色的大果核在中央，果核上面，有五個卵形凹點，如人的面孔五官，因而得到「人面果」這個外號。根據記載，最早在宋朝已有食用人面果的習慣。

## 分佈
本物種分布在缅甸、喜马拉雅山、安達曼群島、孟加拉、中南半岛、泰国以及中国大陆的广东、广西、云南等地，以廣東四會所種植較為著名。生长于海拔100米至1,400米的地区，多生长于沟谷或丘陵地潮湿的密林中，目前尚未由人工引种栽培。

## 別名
人面果（中国高等植物图鉴），岭南倒捻子（中国树木分类学），香港倒捻子（拉汉种子植物名称），歪脖子果（云南思茅），郭满大、郭埋拉（西双版纳傣语），勿茂（广西壮语）

## 功效
仁稔有中藥之效，據《嶺南采藥錄》載：「人面子性平，味甘酸，醒酒，解毒，治偏身風毒痛痒，去喉痛等症。」果內的「人面」種子，則可以榨油用來製肥皂。
新鮮的仁稔，主要作配料用，以之蒸煮食物，有消滯之效；其微酸味道，能中和油膩，減低腥滯，配搭口感稠糊的食物，如蒸排骨、子薑仁稔蒸魚頭、黏嘴魚雲等。
仁稔也可以醃作涼果，有的用鹽漬，也可以用醬油浸，醃好的仁稔，作用跟梅子、酸薑或酸筍近似，可以作為小吃。因新鮮仁稔是季節性果子，只有晚夏才上市。退而求其次，可改用醃好的仁稔，或是加入了豆豉等材料泡製的「仁稔醬」代替。
在1990年代後期，在西方有研究指出𣏴㮌的果實由於含有鉻，有減脂增肌的功效。所以當時突然湧現了一批以𣏴㮌作原材料的健康食品。

## 外部連結
- . 中草藥化學圖像數據庫 (香港浸會大學中醫藥學院).   [2015-05-21]. （原始内容存档于2015-05-18） （中文及英语）.
- .   [2019-07-07]. （原始内容存档于2007-09-27）.